# 勞孝輿
劳孝舆（1696年—1745年），字阮斋，一字巨峰，广东南海人。清朝政治人物。
康熙三十五年（1696年）生。幼年随父游海南岛。弱冠游江淮间，为惠士奇所赏識，名声鹊起，与何梦瑶、羅天尺、蘇珥齐名。雍正十三年（1735年）拔贡，修《大清一统志》，負責撰《粵乘》，發凡起例多出其手。乾隆元年（1735年）以巡抚楊永斌薦舉博学鸿词科，未中，旋即出任贵州知县，知锦屏、清镇、龙泉、清溪、毕节等縣，足迹遍及諸山。乾隆十年（1745年）卒於镇远知府任上。著有《阮斋文钞》四卷、《诗钞》六卷、《春秋诗语》五卷、《读杜识余》五卷。有子勞潼。